# El Heraldo (Florida)
El Heraldo es un periódico Uruguayo, de carácter local, editado en la ciudad de Florida, capital del departamento homónimo. Sus oficinas se encuentran en Dr. Alejandro Gallinal 694 oficina 5 de la ciudad de Florida. El periódico se encuentra asociado a la Organización de la Prensa del Interior.
El periódico fue fundado por Andrés Martínez Trueba el 3 de febrero de 1919. Actualmente los ejemplares del periódico son impresos en Servicolor S.R.L. en la ciudad de Florida. Dicha edición impresa se distribuye por las localidades de Florida, Sarandí Grande, 25 de Mayo, 25 de Agosto, Cardal, Mendoza, Cerro Colorado y Fray Marcos.

## Historia

### Fundación
Con el aporte de mil pesos uruguayos de Andrés Martínez Trueba se adquirió lo necesario para equipar un pequeño taller de imprenta, ocupándose de instalar el mismo Anastasio Goñi, quien luego se desempeñaría como jefe de taller y tipógrafo hasta el 15 de noviembre de 1931.
El 3 de febrero de 1919 se imprimió el primer ejemplar del periódico, que aparecería en sus
primeros meses los días lunes y jueves por la tarde, imprimiéndose en la imprenta “Moderna”, sita en la calle Ituzaingó 418 a 424 de la Ciudad de Florida. Su formato original era de 50 por 38 centímetros. El precio del ejemplar: 3 centésimos.
En su Comité de Redacción inicial figuraban: Modesto Etchepare, Carlos T. Gamba, José Luis. Rodríguez, Andrés Martínez Trueba, C. Orestes Scotti y Juan Francisco Guichón, siendo su administrador Manuel Benavente.
Desde su primer ejemplar, "El Heraldo" se presentaba como un “Órgano defensor del Partido Colorado y de los Intereses del departamento”.
Lamaita Rodríguez, Alberto (2010). «1».  En El Heraldo, ed. 90 Años de El Heraldo. Florida: 25 de Agosto. pp. 6-9.

### Las distintas administraciones

#### Fundación hasta el año 1929
- El 8 de enero de 1920 aparece como Director José Luis Rodríguez y Timoteo Nuñez Muslera como Administrador.
- El 12 de febrero de 1920 Juan Francisco Guichón reasume la Dirección.
- Desde el 11 de abril de 1922 Timoteo Nuñez Muslera figura como redactor.
- El 16 de agosto de 1922 Alberto Riva González se incorpora a la empresa como administrador general y copropietario.
- El 3 de noviembre de 1922 J. Lucio Sierra deja de ocupar la Administración en forma honoraria.
- El 31 de octubre de 1923 Carlos María Mattos se incorpora como Secretario de Redacción.
- El 2 de febrero de 1929 Carlos María Mattos pasa a compartir la Dirección del diario junto a Juan Francisco Guichón.

#### Año 1930 hasta 1949
- El 3 de mayo de 1935, durante la dictadura de Gabriel Terra, el periódico se convirtió en diario zonal, editándose en Florida, Durazno y Flores a la vez, estando a cargo de la región de Durazno Juan José Esquire y de Flores Emilio L. Bessonart.
- El 16 de mayo de 1935 las tres publicaciones se unen en una, conformándose un nuevo equipo de Dirección compuesto por Juan Francisco Guichón, Carlos María Mattos, Emilio L. Bessonart y Juan José Esquire.
- En noviembre de 1936 El Heraldo se transforma en Sociedad Comanditaria.
- En 1937 se incorpora a la Dirección del diario Gervasio Piro.
- El 27 de marzo de 1937 Carlos María Mattos deja el cargo como Redactor Responsable por ir a radicarse en Montevideo, quedando en su lugar Juan Francisco Guichón.
- A partir de 1938 se comienza a editar periódico en el departamento de Cerro Largo y la ciudad de Paso de los Toros, sumándose a la Dirección Bolívar Viñas.

#### Año 1950 hasta 1969
- En la década del 50, el diario ampliaría su zona de acción, abarcando además de los mencionados los departamentos de Montevideo y Salto, sumándose al equipo de Redacción el señor Delfos Roche.
- El 28 de febrero de 1951 Juan Francisco Guichón es designado Ministro del Interior[4]  por el entonces Presidente del Concejo Nacional de Gobierno, Andrés Martínez Trueba, por lo que aquel se ve obligado a alejarse del periódico, quedando como Redactor Responsable Julio Fernández Rondeau.
- El 1 de marzo de 1955 Julio Fernández Rondeau abandona el periódico, quedando como redactor responsable Alberto Riva Buglio, manteniéndose aún Alberto Riva González en el cargo de administrador general.
- El 15 de febrero de 1955 Juan Francisco Guichón escribe su último artículo para el periódico, por haberse jubilado como periodista.
- El 7 de mayo de 1966. El Heraldo define en un Editorial que su nueva posición política, siendo un órgano al servicio del Partido Colorado y de ningún sector del Partido en particular.
- El 15 de junio de 1967 fallece Alberto Riva González, administrador general de la Empresa.
- El 4 de mayo de 1968 fallece en Montevideo C. Orestes Scotti, uno de los fundadores del periódico.

#### Año 1970 hasta la actualidad
- El 23 de mayo de 1974 fallece otro de los fundadores, el Profesor Carlos T. Gamba.
- En octubre de 1985 asume Álvaro Riva Rey como Secretario de Redacción.[5]
- El 1 de octubre de 1992 tras la jubilación del Contador Alberto Riva Buglio, pasó a desempeñar el cargo de Director Responsable su hijo, Álvaro Riva Rey. La Administración General siguió a cargo de su hija, Sara Riva de Hansz.

Lamaita Rodríguez, Alberto (2010). «2».  En El Heraldo, ed. 90 Años de El Heraldo. Florida: 25 de Agosto. pp. 10-11.
- En junio de 2015 Álvaro Riva Rey se aparta de la Dirección del periódico para asumir como Director de Cultura del Departamento de Florida ocupando este lugar su hijo, Andrés Riva Casas.
- El 11 de agosto de 2020 El periodista Miguel Simón asume el directorio del periódico supliendo a Andrés Riva Casas, quien deja su cargo en el directorio del periódico para asumir la Dirección de Asuntos Internacionales y Cooperación del CODICEN.[6]

### Direcciones históricas
Siempre ubicado en la ciudad de Florida, el periódico contó con diversas locaciones en su historia:
- El 19 de febrero de 1919 ubica su primera oficina en la calle Antolín Urioste 469(hoy Luis Alberto de Herrera).
- El 17 de marzo de 1919 se muda hacia Independencia 782.
- A principios de 1920 la dirección del diario se cambia a Alejandro Gallinal 488 para inmediatamente mudarse a Independencia 814.
- En 1921 la Empresa pasa a ocupar un local de Independencia 491.
- En agosto de 1925 el diario mudaba sus oficinas y talleres a la calle General Rivera 411.
- En 1929, la empresa terminó adquiriendo una casa en la propia calle Independencia, junto al actual Liceo N°2[7] (donde funcionaba en aquel momento el Hotel Molina), donde hoy se hallan las oficinas del Diario Oficial en su sucursal de Florida.
- El 26 de marzo de 1930 las oficinas y talleres pasan a ocupar la nueva casa durante las próximas siete décadas.
- El 19 de abril de 1930 se inauguraba el salón de actos con una charla del Dr. Mateo Legnani.[8]
- El 26 de mayo de 2001 se muda a Independencia 825[9] junto a sus talleres de impresión.

Lamaita Rodríguez, Alberto (2010). «2».  En El Heraldo, ed. 90 Años de El Heraldo. Florida: 25 de Agosto. pp. 17-18.
- En 2016 alquila su nuevo local en Independencia 877, frente al lugar que fue de su propiedad en 1929.
- En 2017 pasa a concentrar sus actividades en Baltasar Brum 1006.
- En junio de 2020 el periódico muda su oficina a Luis Alberto de Herrera 3534.
- En diciembre de 2021 el periódico muda su oficina a su ubicación actual a 'Florida Cowork' domiciliado en Dr. Alejandro Gallinal 694 oficina 5.